# La vaca que ríe
La vaca que ríe (nombre original en francés, La vache qui rit) es una marca de queso procesado propiedad de la empresa Groupe Bel. El producto fue lanzado en 1921, y en la actualidad se vende en más de 90 países. De acuerdo con la página web de Groupe Bel, en el mundo se comen 125 porciones de este queso por segundo.  

## Características
El queso es una mezcla de crema a la que se  pasteuriza para detener el proceso de maduración. El producto final es muy versátil y portátil porque, tras la pasteurización, las porciones de "La vaca que ríe" pueden permanecer sin refrigerar por un determinado período de tiempo. 
La porción tradicional de "La vaca que ríe" tiene forma triangular y está envuelta en papel aluminio. Todas las porciones se incluyen en un paquete cilíndrico característico. Como de cada porción sobresale un hilo rojo, éstas son fáciles de abrir. En muchos mercados del mundo se comercializa en porciones cúbicas o rectangulares y también como queso untable. Desde siempre debido a su sabor se lo asocia con la merienda de los niños, elaborada con bocadillo. En Francia se suele saborizar por los niños y se sirve como parte del pícnic. 
"La vaca que ríe" se presenta en su sabor original y en versiones "light" (sólo 7 % de contenido graso) y ultra-light (sólo 3 % de grasa). En varios mercados hay también versiones saborizadas con jamón, gruyère, ajo, pimiento, seta, queso de cabra, queso azul, avellana, pizza o cebolla.

## Evolución de la marca
El 16 de abril de 1921, Léon Bel registró la marca denominada "La Vache qui rit" en Francia. En el año 1924 el dibujante e ilustrador Benjamin Rabier editó el dibujo que hoy en día prevalece. Las bandas azules y blancas que rodean la caja aparecieron por primera vez en 1955. En 1976 las dos cajas de las orejas de la vaca se mostraron visibles. 

## Otras asociaciones
- Le Vache qui Rit es el título de un EP de 1982 de Zounds, grupo inglés de post-punk anarquista.
- La Vache qui Rit es el título de un EP de la banda punk estadounidense Rain, lanzado a finales de los años 80.
- Durante la Segunda Guerra Mundial, la tripulación del submarino alemán U-69 adoptó el logo como símbolo, pintado en la torreta del buque.